# BOØWY SINGLE COMPLETE
『BOØWY SINGLE COMPLETE』（ボウイ・シングル・コンプリート）は、日本のロックバンドであるBOØWYのシングル集ボックス・セット。
2013年2月27日にEMIミュージック・ジャパン／イーストワールドからリリースされた限定生産品。

## 解説
2012年、BOØWYデビュー30周年を祝した「BOØWY 30th ANNIVERSARY」の一環として同年12月24日に発売されたBlu-rayボックス「BOØWY Blu-ray COMPLETE」、各種アルバムのBlu-spec CD2盤に続いて、2013年2月27日に発売された限定生産の7枚組シングル集ボックス・セット。
これまでリリースした全てのシングル7タイトルを、オリジナル・ジャケットの12cm紙ジャケット仕様で復刻し、高音質Blu-spec CD2にてボックス化。また、1985年に刊行された「BOØWY  IMAGE DICTIONARY」縮刷復刻ブック（全70ページ）を封入。

## 収録シングル

### 1st：ホンキー・トンキー・クレイジー
オリジナル発売日：1985年6月1日。詳細は項目参照。

### 2nd：BAD FEELING
オリジナル発売日：1985年8月22日。詳細は項目参照。

### 3rd：わがままジュリエット
オリジナル発売日：1986年2月1日。詳細は項目参照。

### 4th：B・BLUE
オリジナル発売日：1986年9月29日。詳細は項目参照。

### 5th：ONLY YOU
オリジナル発売日：1987年4月6日。詳細は項目参照。

### 6th：Marionette -マリオネット-
オリジナル発売日：1987年7月22日。詳細は項目参照。

### 7th：季節が君だけを変える
オリジナル発売日：1987年10月26日。詳細は項目参照。